# اندیس آهن شاطری نصرت آباد
آهن شاطری نصرت آباد یک اندیس فلزی است که در حوالی شهر رندان استان سیستان و بلوچستان قرار دارد و مادهٔ معدنی موجود در آن، آهن است.سنگ میزبان این اندیس پریدوتیت است و دیرینگی آن به دوران کرتاسه بالایی می‌رسد. 